# Giovanni Arduino
Giovanni Arduino (Caprino Veronese, 16 de outubro de 1714 – Veneza, 21 de março de 1795)  foi um geólogo italiano conhecido como o "Pai da Geologia Italiana".

## Vida
Arduino nasceu em Caprino Veronese, Veneto. Ele foi um especialista em mineração que desenvolveu possivelmente a primeira classificação do tempo geológico, com base no estudo da geologia do norte da Itália. Ele dividiu a história da Terra em quatro períodos: Primário, Secundário, Terciário e Vulcânico ou Quaternário.

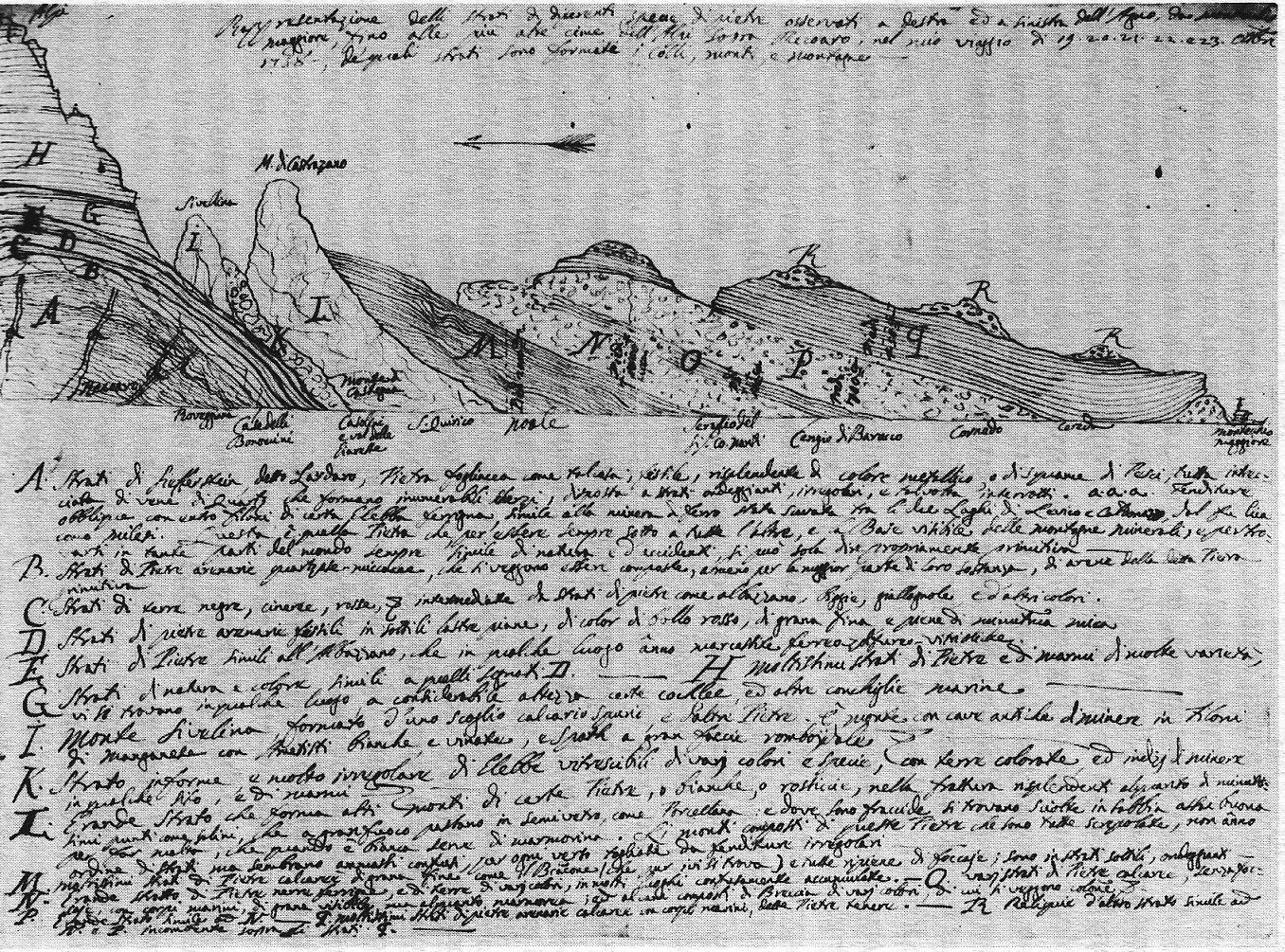
Seção estratigráfica do Arduino na província de Vicenza (bico de pena) 1758

O esquema proposto por Arduino em 1759, que foi baseado em muitos estudos de rochas dos Alpes do sul, agrupou as rochas em quatro séries. Estes eram (além do vulcânico ou quaternário) os seguintes: a série primária, que consistia em xistos do núcleo das montanhas; o Secundário, que consistia nas rochas sedimentares duras nos flancos das montanhas; e o Terciário, que consistia nas rochas sedimentares menos endurecidas do sopé. Como esse arranjo nem sempre foi verdadeiro para outras cadeias de montanhas além dos Alpes, o Primário e o Secundário foram descartados no caso geral. No entanto, o termo 'Terciário' persistiu na literatura geológica até sua recente substituição pelos períodos Paleogeno e Neogeno. O último período da Era Cenozóica, conhecido como Época Pleistocena, às vezes não é incluído na noção de Terciário. O Cenozóico foi estudado e posteriormente determinado, entre outros, pelo geólogo inglês (e mentor de Charles Darwin) Charles Lyell. Giovanni Arduino morreu em Veneza em 1795. 